# LET ME LUV U DOWN
「LET ME LUV U DOWN」（レット ミー ラブ ユー ダウン）は、EXILEの楽曲で、ZEEBRAやOZROSAURUSのMACCHOがフィーチャリングとして参加している。2003年7月9日にrhythm zoneからEXILEの9枚目のシングルとして発売された。

## 概要
前作『Breezin' 〜Together〜』から2カ月ぶりのシングル。
MAKIDAIとUBGのJr.がDJを担当。
ミュージックビデオにはモデルの長谷川潤が出演。

## 収録曲
1. LET ME LUV U DOWN feat. ZEEBRA & MACCHO (OZROSAURUS) [3:59]
作詞：FIRSTKLAS, MACCHO / 作曲：FIRSTKLAS
2. Together "R.Yamaki's Roller Mix" [5:02]
作詞：EXILE & Kenn Kato / 作曲：原一博 / 編曲：山木隆一郎
  - 8thシングル『Breezin' 〜Together〜』表題曲のリミックスバージョン
  - 8thシングルアナログ盤収録曲

リミックスアルバム『The other side of EX Vol.1』には新たにRATHER UNIQUEを加えたバージョンを収録している。
3. LET ME LUV U DOWN feat. ZEEBRA & MACCHO (OZROSAURUS) (Instrumental)
4. Together "R.Yamaki's Roller Mix" (Instrumental)

## 収録アルバム
LET ME LUV U DOWN
- The other side of EX Vol.1（DJ HASEBE REMIX）
- EXILE ENTERTAINMENT
- PERFECT BEST - SELECT BEST

Together - R.Yamaki's Roller Mix
- The other side of EX Vol.1（feat. Rather Unique）